# Барабашское сельское поселение
Барабашское се́льское поселе́ние — сельское поселение в Хасанском районе Приморского края.
Административный центр — село Барабаш.

## История
Статус и границы сельского поселения установлены Законом Приморского края от 6 декабря 2004 года № 187-КЗ «О Хасанском муниципальном районе»
Изначальный состав поселения в 2004 году: Барабаш, Занадворовка, Кравцовка, Овчинниково, Филипповка, железнодорожный разъезд Барсовый и железнодорожная станция Провалово.

## Границы поселения
Западная граница Барабашского сельского поселения совпадает с линией Государственной границы Российская Федерация - Китайская Народная Республика. Северная и восточная границы совпадают с линией границы Хасанский муниципальный район - Уссурийский городской округ и Хасанский муниципальный район - Надеждинский муниципальный район до точки, расположенной в бухте Мелководная (в 0,7 км на восток от высоты с отметкой 217,2). Далее граница идет вдоль железной дороги до автомобильного моста. Затем - на северо-запад вдоль автомобильной дороги Барабаш - Приморский через высоты с отметками 133,4; 157,8 до пересечения с автомобильной дорогой А-189 Раздольное - Хасан. Затем - на юго-запад вдоль автомобильной дороги до точки, расположенной в 0,2 км на юг от высоты с отметкой 301,7. Далее - по водоразделу через высоту с отметкой 368,9 до высоты с отметками 383,8; 539,6; далее - через гору Толстая с отметкой 549,0, через гору Макешина с отметкой 685,4 до линии Государственной границы Российская Федерация - Китайская Народная Республика.

## Население
| 2010  | 2011  | 2012  | 2013  | 2014  | 2015  | 2016  |
| ----- | ----- | ----- | ----- | ----- | ----- | ----- |
| 7074  | ↘7042 | ↘6880 | ↘6754 | ↘6334 | ↘6180 | ↘6044 |
| 2017  | 2018  | 2019  | 2020  | 2021  |       |       |
| ↘5893 | ↘5777 | ↘5721 | ↘5657 | ↘3295 |       |       |

## Состав сельского поселения
В состав сельского поселения поп состоянию на 2014 год входят 6 населённых пунктов:
| № | Населённый пункт | Тип населённого пункта       | Население |
| - | ---------------- | ---------------------------- | --------- |
| 1 | Барабаш          | село, административный центр | ↘2269     |
| 2 | Занадворовка     | село                         | ↘789      |
| 3 | Кравцовка        | село                         | ↗46       |
| 4 | Овчинниково      | село                         | ↘71       |
| 5 | Провалово        | железнодорожная станция      | ↘27       |
| 6 | Филипповка       | село                         | ↗450      |

## Местное самоуправление
Администрация
Адрес: 692723, с. Барабаш, ул. Восточная Слобода, 1. Телефон: 8 (42331) 54-6-04
Глава администрации
- Дмитриенко Дмитрий Валентинович